# 青森市民の広場
『青森市民の広場』（あおもりしみんのひろば）は、青森朝日放送（ABA）で毎週土曜17:25から17:30（JST）に放送されていた青森市の広報番組である。

## 概要
青森市内の風景を撮影した映像とともに市の行政情報が文字（テロップ）とナレーションを用いて放送されたが、青森市のテレビ放送における広報活動の見直しに伴い、2013年3月をもって放送を終了した。

## ナレーション
- ABAの各アナウンサー